# 聖約翰·克利馬科斯東正教堂

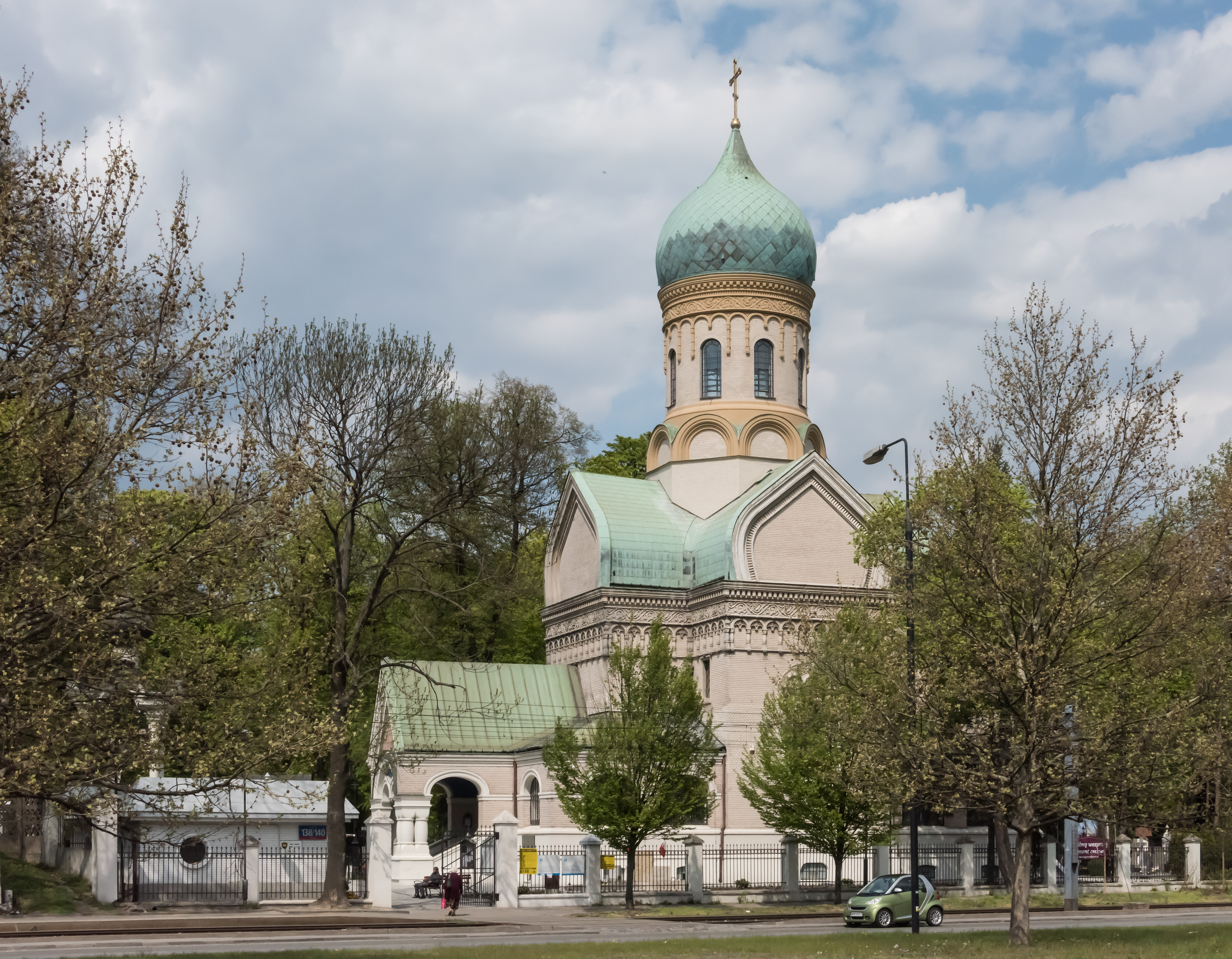
从沃尔斯卡街看到的圣约翰·克利马科斯东正教堂。

聖約翰c·克利馬科斯東正教堂（波蘭語：Cerkiew św. Jana Klimaka）是位於波蘭首都華沙的一座波蘭正教會的教堂。這座教堂修建於1903年至1905年期間。這座教堂和抹大拉的馬利亞主教座堂並為華沙的兩座未在波蘭第二共和國期間被拆除或改做他用的教堂。二戰期間教堂被毀壞。戰後教堂在1945年至1948年期間得到重建。在1960年代教堂又進行了一次大修。1977年教堂再次進行翻新。1990年代，教堂進一步翻新。教堂的最近一次翻修是在2014年。